# Liste auf dem Münchner Westfriedhof bestatteter Persönlichkeiten
Die Liste auf dem Münchner Westfriedhof bestatteter Persönlichkeiten führt bekannte Personen auf, die auf dem Westfriedhof im Westen der bayerischen Landeshauptstadt München ihre letzte Ruhestätte fanden. Sie kann ihrer Natur nach nicht vollständig sein.

## Die Gräber bekannter Personen
Hinweis: Die Liste ist alphabetisch nach Nachnamen sortierbar. Ihrer Natur nach ist sie nicht vollständig, es können jederzeit weitere Persönlichkeiten dazukommen.
| Name                             | Geburtsjahr | Sterbejahr | Tätigkeit                                                                              | Grabnr.                                                       |
| -------------------------------- | ----------- | ---------- | -------------------------------------------------------------------------------------- | ------------------------------------------------------------- |
| Klaus Abramowsky                 | 1933        | 1998       | Schauspieler und Synchronsprecher                                                      |                                                               |
| Alexandra (Doris Nefedov)        | 1942        | 1969       | Sängerin                                                                               | 101-Anl.-81                                                   |
| Hans Altmann                     | 1904        | 1961       | Dirigent, Musiker und Komponist                                                        | 152-A-6                                                       |
| Hans Baur                        | 1897        | 1993       | ehemaliger Chefpilot von Adolf Hitler                                                  |                                                               |
| Bernhard Borst                   | 1883        | 1963       | Gründer der Borstei                                                                    | 002-2-2                                                       |
| Karl Borutta                     | 1935        | 2002       | Fußballspieler                                                                         |                                                               |
| Jakob Bradl                      | 1864        | 1919       | Bildhauer                                                                              |                                                               |
| Hans Brandenburg                 | 1885        | 1968       | Schriftsteller                                                                         | 065-3-110                                                     |
| Tilli Breidenbach                | 1910        | 1994       | Schauspielerin (Lindenstraße)                                                          | 37-12-4 (aufgelöst)                                           |
| Walter Büngeler                  | 1900        | 1987       | Pathologe                                                                              |                                                               |
| Albert Burkart                   | 1898        | 1982       | Maler                                                                                  | 195-A-161                                                     |
| Rolf Cavael                      | 1898        | 1979       | Maler, Zeichner und Grafiker                                                           | 202-U-286                                                     |
| Alfons von Czibulka              | 1888        | 1969       | Schriftsteller und Maler                                                               | 220-1-157                                                     |
| Anton Drexler                    | 1884        | 1942       | Mitbegründer der DAP                                                                   | 104-A-9                                                       |
| Michl Ehbauer                    | 1899        | 1964       | Schriftsteller, Humorist, Faschingsprinz                                               | 056-8-7                                                       |
| Georg Elling                     | 1862        | 1942       | Maler                                                                                  | 160-3-74                                                      |
| Sebastian Finsterwalder          | 1862        | 1951       | Mathematiker und Geodät                                                                | 063-A-15                                                      |
| Franz Frankl                     | 1881        | 1940       | Landschaftsmaler                                                                       |                                                               |
| Peter Fröhlich                   | 1938        | 2016       | Schauspieler                                                                           | 160-U1-12                                                     |
| Jakob Geis                       | 1840        | 1908       | Volkssänger                                                                            | 12-3-16/18                                                    |
| Kunibert Gensichen               | 1907        | 1991       | Schauspieler und Theaterregisseur                                                      |                                                               |
| Karl Goetz                       | 1875        | 1950       | Medailleur                                                                             | 168-A-10                                                      |
| Maxl Graf                        | 1933        | 1996       | Schauspieler                                                                           | 200-A-14a/b                                                   |
| Gebhard Greiling                 | 1910        | 2008       | Generalarzt                                                                            |                                                               |
| Peter Halm                       | 1854        | 1923       | Maler                                                                                  | Mauer links, 221/222                                          |
| Edmund Harburger                 | 1846        | 1906       | Zeichner und Maler                                                                     | Mauer links, 91/92                                            |
| Adolf Hartmann                   | 1900        | 1972       | Maler                                                                                  | 024-1-19                                                      |
| Hugo Hartung                     | 1902        | 1972       | Schriftsteller                                                                         | 050-9-62                                                      |
| Andreas Hauff                    | 1933        | 2021       | Sänger und Textdichter                                                                 |                                                               |
| Ursula Herking                   | 1912        | 1974       | Schauspielerin und Kabarettistin, Münchner Lach- und Schießgesellschaft                | 153-H-102, Grab eingeebnet, Urne 2012 zum Friedhof III Dessau |
| Friedrich Heubner                | 1886        | 1974       | Maler, Zeichner und Illustrator                                                        | 047-2-1                                                       |
| Toni Hiebeler                    | 1930        | 1984       | Erstbesteiger der Civettanordwestwand 1963 und Verfasser diverser Alpenbücher          | 209-A-1                                                       |
| Michael Hinz                     | 1939        | 2008       | Theater- und Filmschauspieler                                                          |                                                               |
| Woldemar Kaden                   | 1838        | 1907       | Autor                                                                                  | Mauer links, 144                                              |
| Emil Keck                        | 1867        | 1935       | Maler, Zeichner und Restaurator                                                        | 016-6-9                                                       |
| Walter Klingenbeck               | 1924        | 1943       | Widerstandskämpfer gegen den Nationalsozialismus                                       | 039-4-28                                                      |
| Markus Koch                      | 1879        | 1948       | Theater- und Filmschauspieler                                                          |                                                               |
| Walter Lantzsch                  | 1888        | 1952       | Schauspieler                                                                           |                                                               |
| Robert Lembke                    | 1913        | 1989       | Journalist und Quizmaster                                                              | 026-11-11                                                     |
| Franz von Lenbach                | 1836        | 1904       | Malerfürst                                                                             | Mauer links, 81                                               |
| Rudolf Maison                    | 1854        | 1904       | Bildhauer                                                                              |                                                               |
| Karl Meitinger                   | 1882        | 1970       | Architekt                                                                              | 031-2-5/6                                                     |
| Edmund Nick                      | 1891        | 1974       | Schauspieler                                                                           |                                                               |
| Walter Ofiera                    | 1911        | 1995       | Schauspieler und Synchronsprecher                                                      |                                                               |
| Alexander Pfänder                | 1870        | 1941       | Philosoph                                                                              | 028-3-110                                                     |
| Timofei Wassiljewitsch Prochorow | 1894        | 2004       | Väterchen Timofei, Erbauer der Ost-West-Friedenskirche auf dem späteren Olympiagelände | 196-2-45                                                      |
| Ernst Röhm                       | 1887        | 1934       | Stabschef der SA                                                                       | in einem kleinen Familiengrab                                 |
| Carl Schindler                   | 1875        | 1952       | Mediziner                                                                              |                                                               |
| Günther J. Schmidt               | 1918        | 2009       | Unternehmer, Inhaber des Togal-Werks                                                   |                                                               |
| Karl Schmitt-Walter              | 1900        | 1985       | Opern- und Liedersänger                                                                |                                                               |
| Hans Schuberth                   | 1897        | 1976       | Bundesminister für das Post- und Fernmeldewesen                                        |                                                               |
| Hanns Seidel                     | 1901        | 1961       | Bayerischer Ministerpräsident                                                          | 101-A-77                                                      |
| Soraya Esfandiary Bakhtiary      | 1932        | 2001       | iranische Kaiserin und Schauspielerin                                                  | 143-A-17a/b                                                   |
| Eberhard Stanjek                 | 1934        | 2001       | Sportreporter                                                                          | 007-11-35                                                     |
| Günther Storck                   | 1938        | 1993       | Priester, sedisvakantistischer Bischof                                                 |                                                               |
| Franz Xaver Stützinger           | 1903        | 1935       | NS-Widerstandskämpfer                                                                  |                                                               |
| Margarete Teschemacher           | 1903        | 1959       | Opernsängerin (Sopran)                                                                 |                                                               |
| Wolfgang Unzicker                | 1925        | 2006       | Schachgroßmeister                                                                      |                                                               |
| Max Valier                       | 1895        | 1930       | Raketentüftler, Verfasser von Science-Fiction-Romanen                                  | 107-2-20                                                      |
| Otto Voisard                     | 1927        | 1992       | Vorstandsvorsitzender MAN, Generaldirektor Steyr-Daimler-Puch                          |                                                               |
| Paul Weber                       | 1823        | 1916       | Maler                                                                                  |                                                               |
| Ernst Weinschenk                 | 1865        | 1921       | Mineraloge und Petrologe                                                               | 058-1-28/29                                                   |
| Theo Maria Werner                | 1925        | 1989       | Filmproduzent, Filmregisseur, Schauspieler und Drehbuchautor                           |                                                               |
| Haila von Westarp                | 1886        | 1919       | auf Seite der Rechtsextremen erschossene Geisel während der Münchner Räterepublik      | 009-6-12                                                      |
| Josef Zott                       | 1901        | 1945       | führendes Mitglied der monarchistischen Harnier-Widerstandsgruppe zur NS-Zeit          | Urnengrab                                                     |

Zwei Gräber erinnern an die Schrecken zur Zeit der (zweiten) Münchner Räterepublik. Die Sekretärin Haila von Westarp (1886–1919, Grabstelle 9-6-12) hatte den falschen Arbeitgeber – die Thule-Gesellschaft. Sie wurde beim Münchner Geiselmord miterschossen. Das andere Grabmal wird das Gesellengrab genannt (51-1). Es erinnert an 21 junge Männer, Mitglieder des katholischen Gesellenvereins St. Joseph, die im Mai 1919 in ihrem Vereinslokal gezecht hatten und danach die noch gültige Ausgangssperre nicht beachtet hatten. Sie wurden von einem Berliner Regiment aufgegriffen und für Spartakisten gehalten. Den Gesellen gelang es nicht, die Situation aufzuklären, was auch an Verständigungsproblemen zwischen den Bayern und den Preußen gelegen haben soll. Sie wurden alle erschossen.

## Galerie

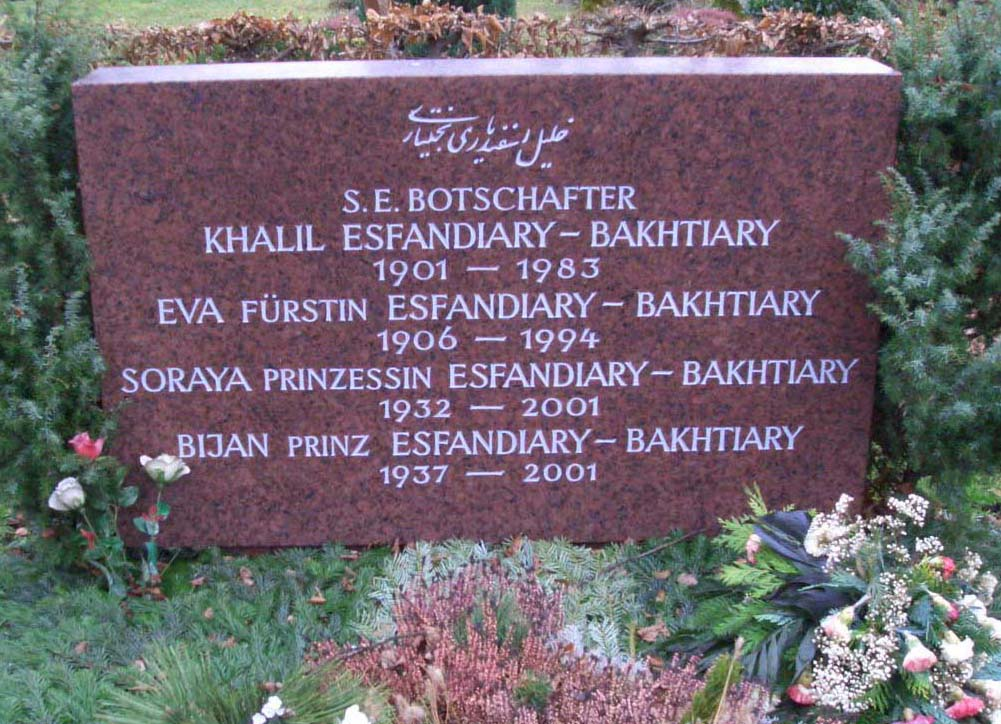
Familiengrab von Soraya und den Esfandiarys
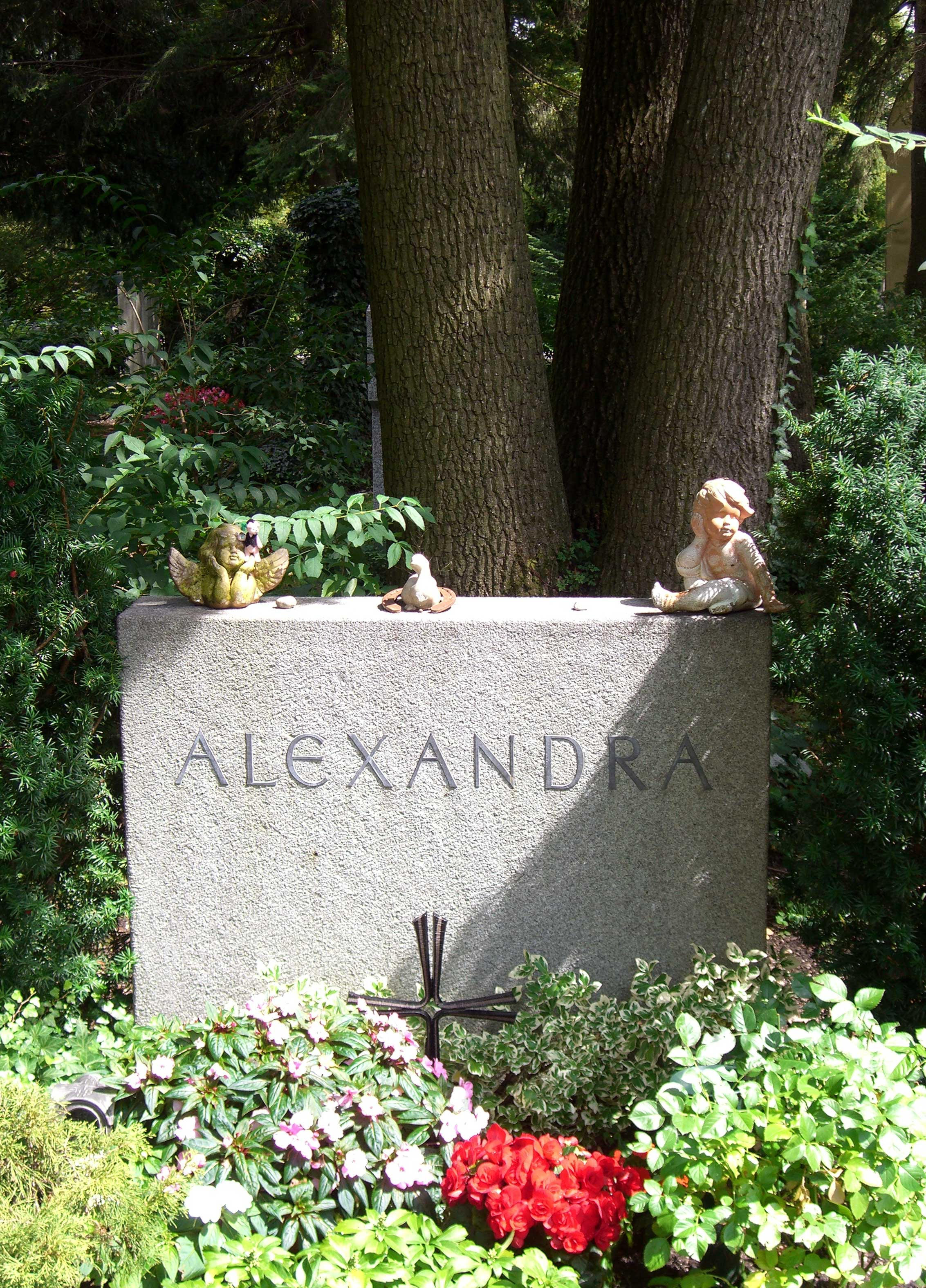
Alexandra (Sängerin)
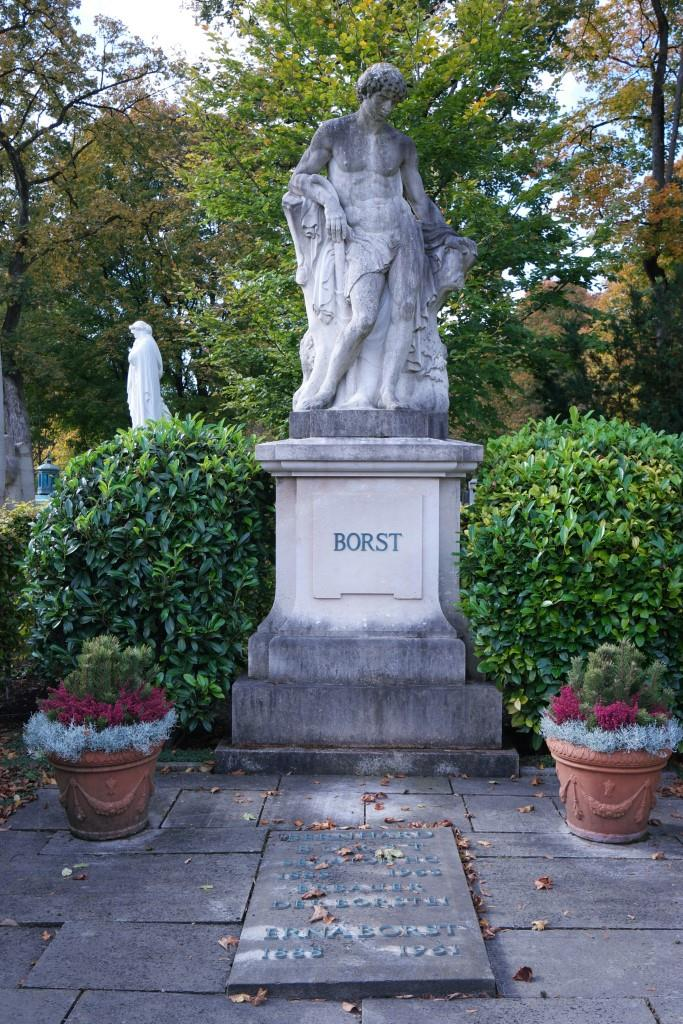
Bernhard Borst
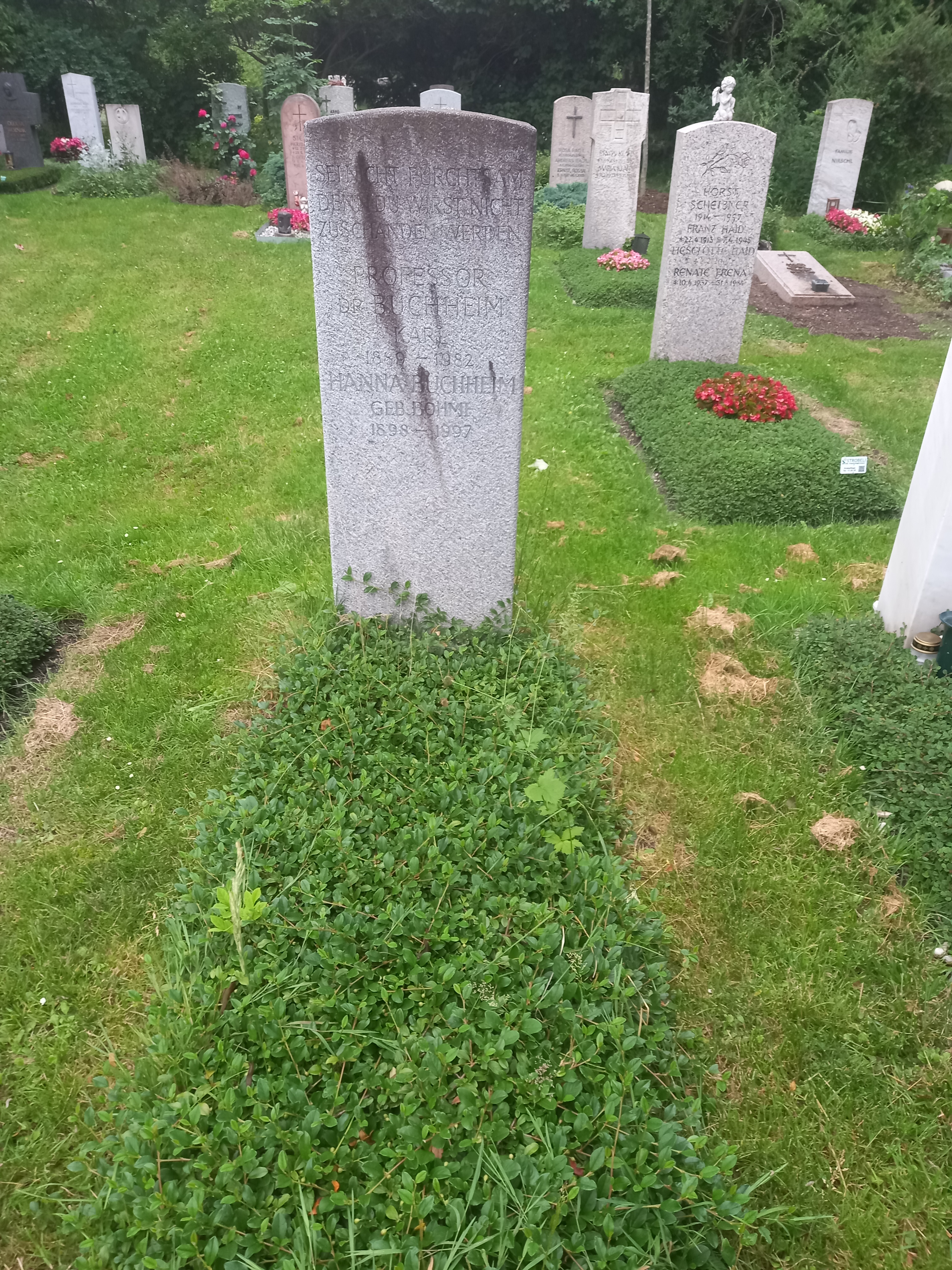
Karl Buchheim
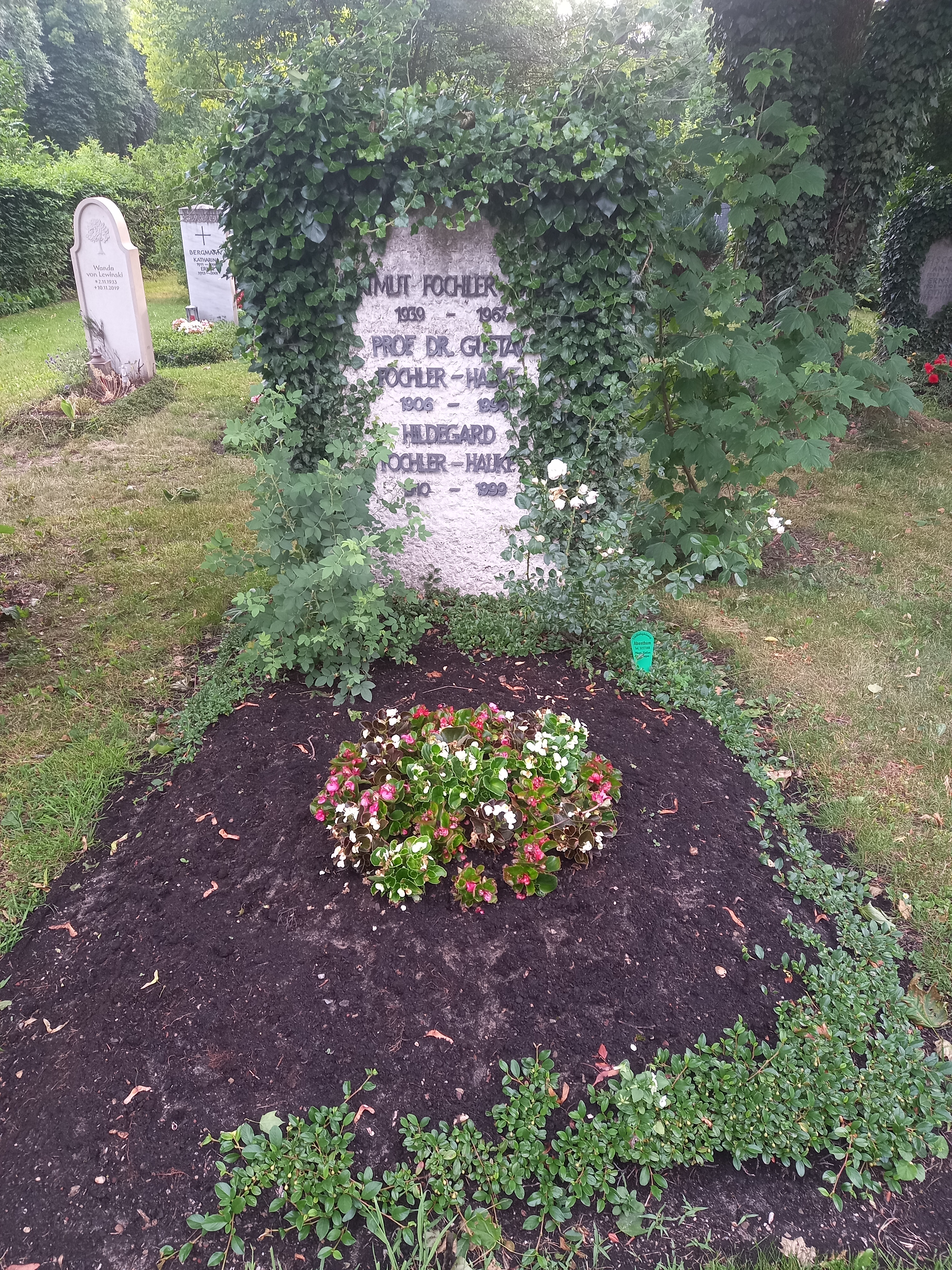
Gustav Fochler-Hauke
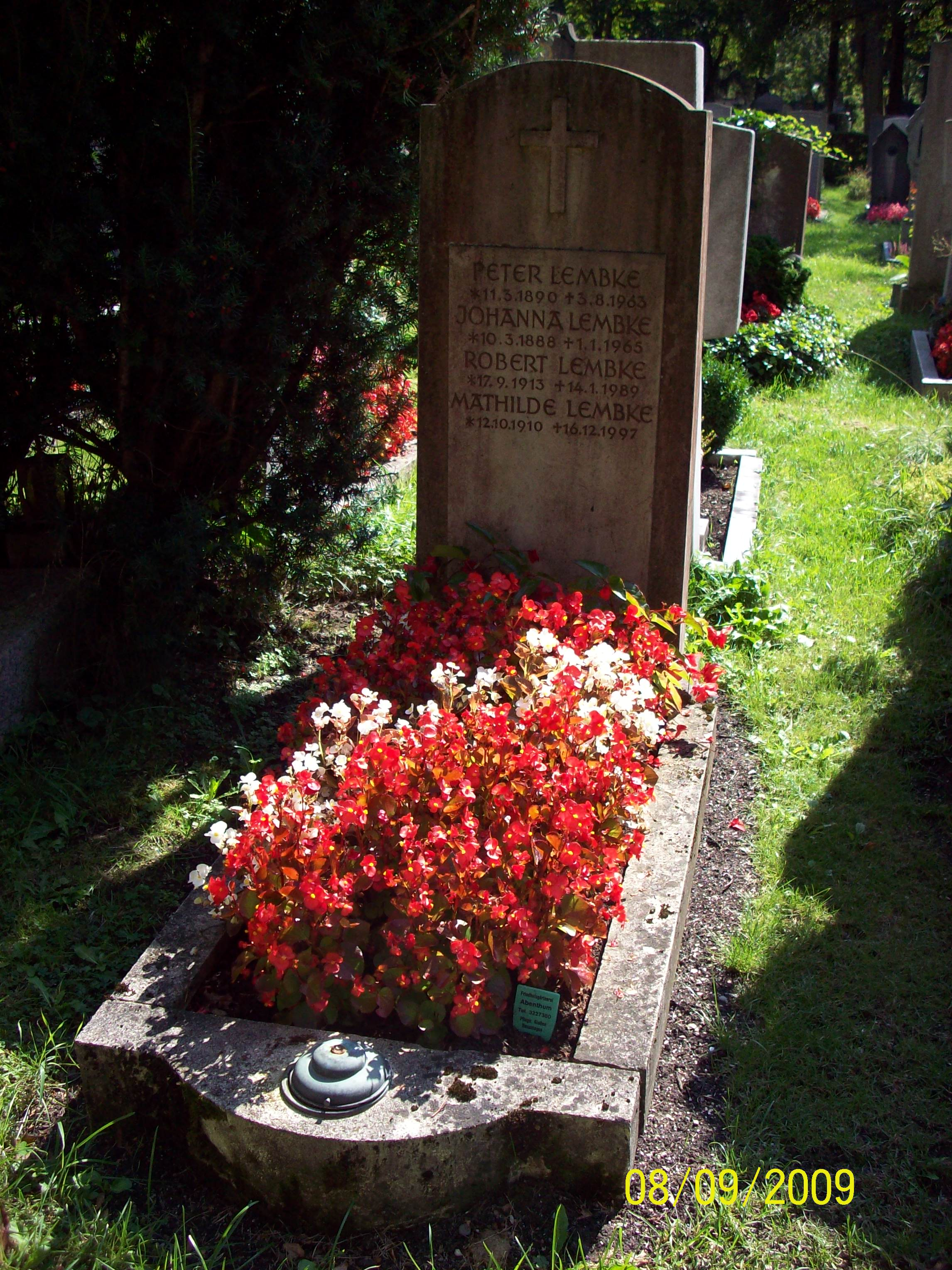
Robert Lembke